# ...E vui durmiti ancora!
...E vui durmiti ancora! è una poesia siciliana scritta da Giovanni Formisano nel 1910 e musicata nel 1927 da Gaetano Emanuel Calì. La prima probabile incisione fonografica del brano musicale (detto mattutina, che così si distingue dalla notturna, la serenata serale) è stata eseguita da Giuseppe Godono su etichetta Phonotype nel 1917.
Nel 1910 Calì ebbe modo di leggere i versi del suo concittadino, mentre era di ritorno da un viaggio di lavoro a Malta. La bellezza del testo lo colpì al punto che nella sola durata del viaggio - una notte - ne compose spinto dall'ispirazione lo spartito per musicarlo. Solo nel 1927 poté finalmente inciderla a Firenze, presso lo studio fonico Mignani, dove l'Autore incise buona parte dei suoi lavori.

## Interpreti
Il primo interprete fu Emanuel Calì al Teatro Sangiorgi di Catania. Altri artisti celebri sono stati Alfio Marletta, tenore del complesso "I danzerini dell'Etna" negli anni '40, Michelangelo Verso nel 1952 e in tempi più recenti il tenore siciliano Marcello Giordani. Singolare è la versione del baritono taorminese Salvo Todaro che esce fuori dallo schema del cantante lirico eseguendo la "mattinata", arrangiata dal maestro Alberto Tomarchio. Nel 1958 il brano venne inciso da Pippo Rallo per la casa discografica Cetra.
Il brano è stato interpretato anche dal cantante Andrea Bocelli nell'album Incanto del 2008; Bocelli ha riproposto il brano insieme allo show-man Fiorello in una puntata del Fiorello Show.
Il Volo, accompagnati da Antonino Pellitteri, riproposero il brano durante la 66ª edizione del Taormina Film Fest il 18 luglio 2020.

## Analisi del testo
La metrica del testo poetico è piuttosto semplice e rispetta la struttura "A-B-A-B-C-C" per la prima e "A-D-A-D-C-C" per la seconda parte. Il ritornello rispetta lo schema A-B-A-B-C-C delle strofe, senza però riprendere la rima iniziale, confermando solo l'ultima rima baciata.
Il testo musicale, Andantino appassionato nella sua prima stesura, aggiunge due nuove strofe alle parole con il preludio e l'intermezzo (entrambi in scala di SI). Originariamente venne composta per pianoforte ma lo spartito fu adattato per mandolino dallo stesso Calì.

### Il testo
Lu suli è già spuntatu 'ntra lu mari
e vui bidduzza mia durmiti ancora,
l'aceddi sunnu stanchi di cantari
e affriddateddi aspettanu ccà fora,
supra 'ssu balcuneddu su' pusati
e aspettunu quann'è cca v'affacciati.
Rit: Lassati stari, nun durmiti cchiùi,
ca 'mmenzu a iddi dintra a 'sta vanedda
ci sugnu puru iù ch'aspettu a vui
pri vidiri 'ssa facci accussi bedda
passu ccà fora tutti li nuttati
e aspettu sulu quannu v'affacciati.
Li ciuri senza vui nun ponnu stari
su tutti ccu' li testi a pinnuluni,
ognunu d'iddi nun voli sbucciari
si prima non si grapi 'ssu balcuni,
dintra li buttuneddi su' ammucciati
e aspettunu quann'è ca v'affacciati.
Rit: Lassati stari...

### Traduzione
Il sole è già spuntato in mezzo al mare
e voi bellezza mia dormite ancora,
gli uccelli sono stanchi di cantare
e infreddoliti aspettano qua fuori,
sopra questo balconcino sono posati
e aspettano quand'è che vi affacciate.
Rit: Lasciate stare, non dormite più,
che in mezzo a loro in questo vicolo
ci sono pure io che aspetto voi
per vedere questo volto così bello
passo qui fuori tutte le notti
e aspetto fin quando vi affacciate.
I fiori senza di voi non possono stare
sono tutti con la testa penzolante
ognuno di essi non vuole sbocciare
se prima non si apre questo balcone
dentro il bocciolo sono nascosti,
e aspettano quand'è che vi affacciate.
Rit: Lasciate stare...

## Accoglienza
Secondo la tradizione il brano non ebbe molto successo alla sua prima presentazione.

Accadde però che una sera, molto tempo dopo la sua prima esecuzione, al Teatro Sangiorgi di Catania il soprano Tecla Scarano chiese al musicista (che in quel tempo era il direttore artistico dello stesso teatro) di poter cantare un pezzo di sua composizione. Emanuel Calì non era molto convinto nel presentare il brano - dati gli insuccessi precedenti - ma l'esecuzione della Scarano fu tale che il pubblico entusiasta si innamorò subito della canzone. Così si dice sia nato il mito di questa canzone.
Sul fronte della Carnia, durante la prima guerra mondiale, in un momento di pausa un giovane soldato siciliano prese la sua chitarra e, al chiar di luna, intonò la canzone. Il silenzio che aleggiava dava voce solo alle note della mattutina. Al termine dell'esecuzione si sentirono le urla di apprezzamento degli austriaci che, pur non arrivando a capirne il senso, rimasero incantati dalla bellezza della musica.